# Зенин, Василий Степанович
Василий Степанович Зенин (24 апреля 1930, Сталинград, Нижне-Волжский край — 2004) — советский борец классического стиля, чемпион и призёр чемпионатов СССР, чемпион мира, заслуженный мастер спорта СССР (1965).

## Биография
Увлёкся борьбой в 1950 году. В 1956 году выполнил норматив мастера спорта СССР. Участвовал в шести чемпионатах СССР. Победитель международных турниров. Первый волгоградец, ставший чемпионом мира. Оставил большой спорт в 1962 году. Скончался в 2004 году.

## Спортивные результаты
- Чемпионат СССР по классической борьбе 1958 года — ;
- Чемпионат СССР по классической борьбе 1960 года — ;